# 上辻修
上辻 修（うえつじ おさむ、1948年7月15日- ）は、大阪府出身の元プロ野球選手（投手）。

## 来歴・人物
大阪市立西商業高を卒業後、商船港運の硬式野球部を経て、1969年暮れにドラフト外で阪神タイガースへ入団。
3年目の1972年に公式戦初登板を果たすが、僅か1試合・2イニング投げただけですぐに2軍へ逆戻りした。その後、5年目の1974年にも1試合だけ公式戦で投げたが、初登板の時と同じく結果を残すことはできなかった。
同年オフ、鈴木皖武・小川清一・森山正義・平山英雄と共に、池辺巌・井上圭一との交換トレードでロッテオリオンズへと移籍。だが、オリオンズでは全く活躍できなかった。
自由契約となった1976年暮れ、読売ジャイアンツに移籍。しかし、ここでは打撃投手が主体で公式戦で活躍することはなく、1980年限りで引退した。
その後、1981年から1987年まで、古巣・阪神タイガースで打撃投手を務めた。
趣味は麻雀。投法はアンダースロー。

## 詳細情報

### 年度別投手成績
| 年 度     | 球 団     | 登 板 | 先 発 | 完 投 | 完 封 | 無 四 球 | 勝 利 | 敗 戦 | セ 丨 ブ | ホ 丨 ル ド | 勝 率 | 打 者 | 投 球 回 | 被 安 打 | 被 本 塁 打 | 与 四 球 | 敬 遠 | 与 死 球 | 奪 三 振 | 暴 投 | ボ 丨 ク | 失 点 | 自 責 点 | 防 御 率 | W H I P |
| --------- | --------- | ----- | ----- | ----- | ----- | -------- | ----- | ----- | -------- | ----------- | ----- | ----- | -------- | -------- | ----------- | -------- | ----- | -------- | -------- | ----- | -------- | ----- | -------- | -------- | ------- |
| 1972      | 阪神      | 1     | 0     | 0     | 0     | 0        | 0     | 0     | --       | --          | ----  | 9     | 2.0      | 3        | 1           | 0        | 0     | 0        | 0        | 0     | 0        | 3     | 3        | 13.50    | 1.50    |
| 1974      | 阪神      | 1     | 0     | 0     | 0     | 0        | 0     | 0     | 0        | --          | ----  | 9     | 2.0      | 2        | 1           | 2        | 0     | 0        | 1        | 0     | 0        | 3     | 3        | 13.50    | 2.00    |
| 通算：2年 | 通算：2年 | 2     | 0     | 0     | 0     | 0        | 0     | 0     | 0        | --          | ----  | 18    | 4.0      | 5        | 2           | 2        | 0     | 0        | 1        | 0     | 0        | 6     | 6        | 13.50    | 1.75    |

### 記録
- 初登板：1972年10月14日、対ヤクルトアトムズ25回戦（東京スタジアム）、7回裏に3番手で救援登板・完了、2回3失点

### 背番号
- 46 （1970年）
- 56 （1971年 - 1974年）
- 41 （1975年 - 1976年）
- 83 （1977年 - 1978年）
- 87 （1979年）
- 92 （1980年）
- 94 （1981年 - 1987年）